# Dicranopteris
Dicranopteris is een geslacht met een twintigtal soorten varens uit de familie Gleicheniaceae.
Het zijn varens van tropische streken uit de hele wereld, voornamelijk uit Malesië.

## Naamgeving
- Synoniem: Acropterygium (Diels) Nakai (1950), Gleichenella Ching (1940), Heteropterygium Diels (1900), Hicriopteris Presl (1851), Holopterygium Diels (1900), Mertensia Willd. (1804), Mesosorus Hassk. (1856), Sticherus sect. Hicriopteris (Presl) C. Chr. (1938)

- Engels: Forking ferns

## Kenmerken

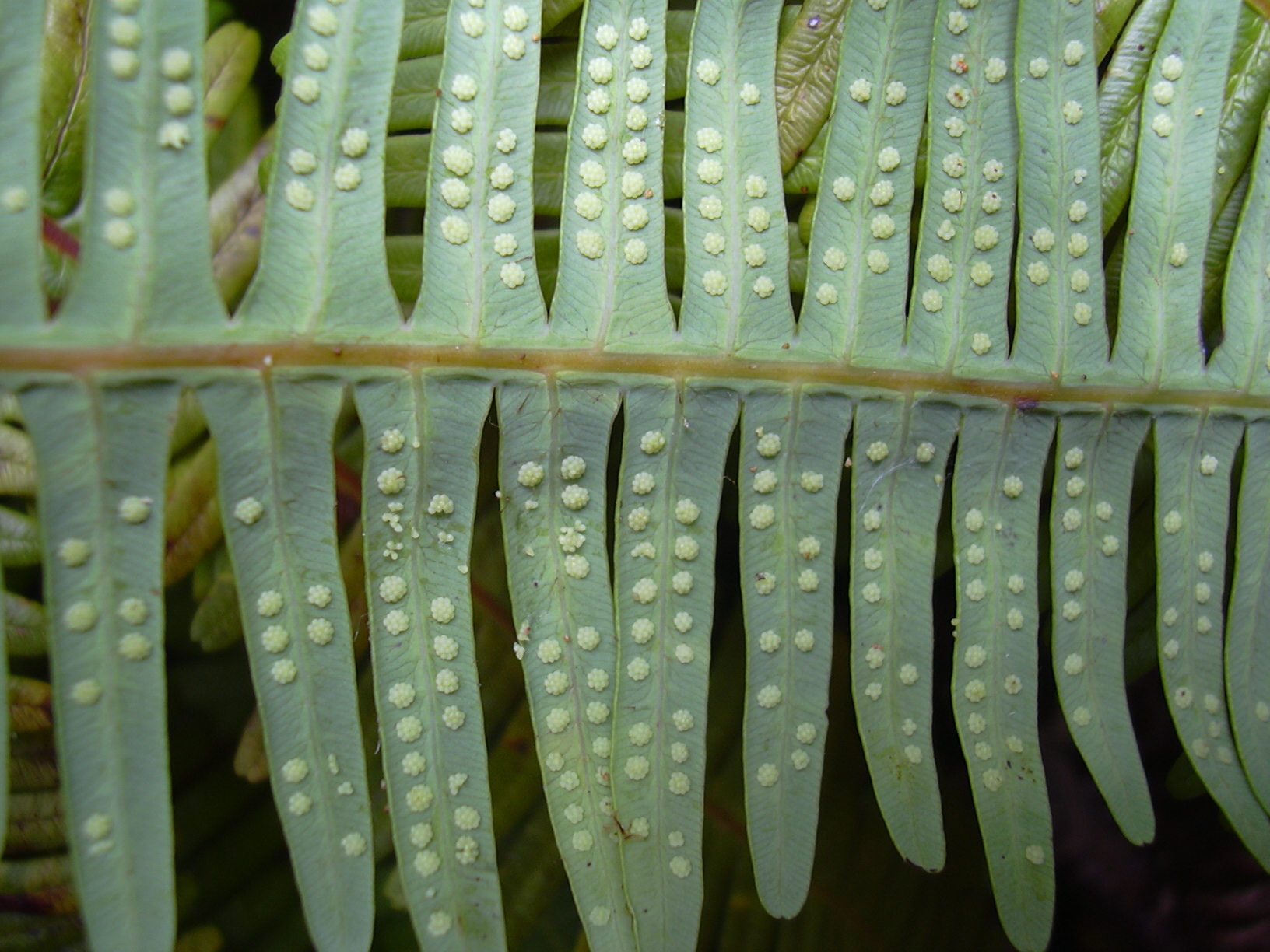
Dicranopteris linearis, sporangia op de onderzijde van het blad

Dicranopteris zijn terrestrische varens waarvan de bladen zich herhaaldelijk dichotoom vertakken, doordat de eindknop na elke vertakking geaboteerd wordt. Bij de eerste vertakkingen wordt ook een steunblaadje gevormd.
Het rizoom draagt multicellulaire haren, doch geen schubben.
De sporendoosjes of sporangia staan alleen of in groepjes van twee tot vijftien op de nerven aan de onderzijde van de bladen.

## Soortenlijst
Het geslacht telt naargelang de bron 20 tot 73 soorten. Een beperkte lijst:
- Dicranopteris cadetii Tardieu (1982)
- Dicranopteris clemensiae Holtt. (1957)
- Dicranopteris curranii Copel. (1952)
- Dicranopteris discolor (Schrad.) Nakai (1950)
- Dicranopteris elegantula Pichi-Serm. (1973)
- Dicranopteris flexuosa (Schrad.) Underwood (1907)
- Dicranopteris gigantea Ching (1959)
- Dicranopteris klotzschii (Hook.) Ching (1940)
- Dicranopteris linearis (Burm. f.) Underw. (1907)
- Dicranopteris nervosa (Kaulf.) Ching (1940)
- Dicranopteris pectinata (Willd) Underw. (1907)
- Dicranopteris pedata (Houtt.) Nakaike (1975)
- Dicranopteris peruviana Maxon (1943)
- Dicranopteris pubigera (Bl.) Nakai (1950)
- Dicranopteris sartorii (Fée) Nakai (1950)
- Dicranopteris schomburgkiana (Sturm in Mart.) Morton (1951)
- Dicranopteris seminuda Maxon (1933)
- Dicranopteris seramensis M.Kato (1989)
- Dicranopteris speciosa (Presl) Holtt. (1957)
- Dicranopteris splendida (Hand.-Mazz.) Tagawa (1939)
- Dicranopteris subpectinata (Christ) C.M.Kuo (1985)
- Dicranopteris taiwanensis Ching & Chiu (1959)
- Dicranopteris weatherbyi (Fosberg) Glassman (1952)
- Dicranopteris × nepalensis Fraser-Jenkins (1997)

Geslachten: Dicranopteris · Diplopterygium · Gleichenella · Gleichenia · Microphyllopteris † · Sticherus · Stromatopteris